# Ноябрьская революция
Ноя́брьская револю́ция (нем. Novemberrevolution) — революция в ноябре 1918 года в Германии, причиной которой являлся кризис кайзеровского режима, вызванный, с одной стороны, поражением в Первой мировой войне, с другой — мировой войной и социальной напряжённостью, расстройством экономической жизни.
Революция привела к установлению в Германских землях режима парламентской демократии, известного под названием Веймарская республика. Началом революции считается восстание матросов в Киле 3 ноября 1918 года, кульминационным моментом — провозглашение Германской республики в полдень 9 ноября, днём формального окончания — 11 августа 1919 года, когда президент республики Фридрих Эберт подписал Веймарскую конституцию.

## Поражение Германии в войне
К 1918 году стало ясно, что Германская империя проигрывает войну. Непосредственными причинами военного поражения, согласно Г. Биншток, были численный «перевес противника, к июлю 1918 года дошедший уже до соотношения пяти к трём (в связи со вступлением США в войну в 1917 году), громадное превосходство его вооружения, главным образом обилие снарядов американско-английской артиллерии и, наконец, плохое питание германского солдата». Внутри империи ширился голод. Но не все голодали, возрастала «разница в положении высших и низших слоёв населения» (Биншток). То же касалось и армии. Немцы были готовы терпеть лишения и приносить жертвы, но лишь до тех пор, пока сохранялась вера, что эти лишения и жертвы необходимы ради победы в войне. Весной 1918 года, ознаменованной выходом России из войны, оккупацией богатой продовольствием и ресурсами Южной России и новым наступлением на Париж, немцы испытали последний прилив энтузиазма; однако надежда на чудо не сбылась. Контрнаступление Антанты в августе 1918 года окончательно похоронило всякие надежды на возможность победного и даже просто достойного окончания войны. Ощущение безнадёжности, в свою очередь, демотивировало солдат и порождало стремление к миру любой ценой. Одновременно нарастало раздражение против режима, втянувшего Германию в бедственную войну и проигравшего её.
- 29 сентября верховное командование германской армии проинформировало кайзера Вильгельма II и имперского канцлера графа Георга фон Гертлинга, находившихся в штаб-квартире в Спа (Бельгия), что военное положение Германии безнадёжно. Генерал-квартирмейстер Эрих Людендорф, по-видимому, опасавшийся катастрофы, заявил, что не гарантирует, что фронт удержится ещё хотя бы 24 часа, и потребовал запросить у Антанты немедленного прекращения огня. Кроме того, он рекомендовал принять основные условия президента США Вудро Вильсона («Четырнадцать пунктов») и сформировать правительство Германской империи на демократической основе, в надежде на лучшие условия мира. Это позволит сохранить лицо армии и переложить ответственность за капитуляцию и её последствия непосредственно на демократические партии и парламент. 1 октября он сказал офицерам своего штаба: «Теперь они должны лечь в ту постель, которую они приготовили для нас».
- 30 сентября правительство графа Георга фон Гертлинга подало в отставку. 3 октября новым канцлером (главой правительства) был назначен принц Максимилиан Баденский. Ему было поручено начать переговоры о перемирии[1].
- 4 октября новое правительство Германии, в которое были включены представители партий парламентского большинства, в том числе социал-демократов, через голову своих европейских противников обратилось к президенту США Вильсону с предложением о начале мирных переговоров на основе «Четырнадцати пунктов». Это открытое признание если не поражения, то невозможности победы полностью деморализовало немецкую армию и тыл. Однако Вашингтон не давал положительного ответа, что вдобавок ставило кайзера в унизительное положение. В качестве предварительного условия переговоров Вильсон требовал вывода немецких войск со всех оккупированных территорий, прекращения подводной войны и отречения кайзера. В третьей дипломатической ноте от 23 октября было сказано: «Если правительство США должно будет договариваться с верховным командованием и монархической верхушкой Германии сейчас или, по всей вероятности, позднее ввиду международных обязательств Германской империи, оно должно будет требовать не мира, а капитуляции»[2].
- 24 октября Людендорф в своём приказе по армии охарактеризовал ноту Вильсона от 23 октября «неприемлемой» и призвал войска к продолжению боевых действий.
- 25 октября Гинденбург и Людендорф, проигнорировав указания канцлера, выехали в Берлин. Канцлер потребовал от кайзера отправить Людендорфа в отставку, и 26 октября Вильгельм заявил Людендорфу, что тот утратил его доверие. Людендорф подал в отставку, и она была принята[3]. Людендорфа сменил совершенно бесцветный «кабинетный» генерал Грёнер.
- 30 октября капитулировала Османская империя, подписав Мудросское перемирие.
- 3 ноября в Падуе капитулировал последний союзник Германии — Австро-Венгрия.
- 5 ноября фронт немцев был прорван, и на следующий день началось общее отступление немецких войск.
- 8 ноября в Компьенский лес под Парижем прибыла германская делегация для переговоров о перемирии (фактически об условиях капитуляции Германии). Перемирие было подписано 11 ноября уже с представителями республиканского правительства. Выступление Карла Либкнехта в Берлине. Декабрь 1918 года

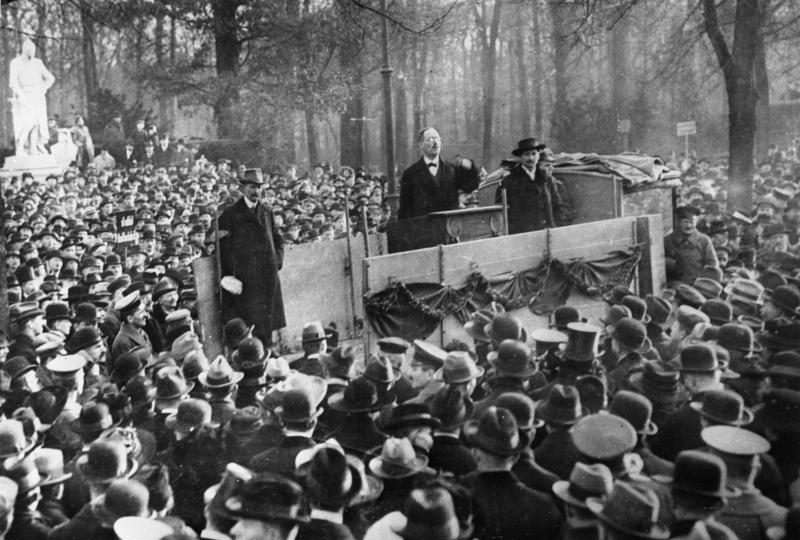
Выступление Карла Либкнехта в Берлине. Декабрь 1918 года

## Раскол социал-демократов
Перед войной в СДПГ шла постоянная борьба между реформистами (умеренным крылом) и революционерами (радикальным крылом), «жирондистами и якобинцами немецкой социал-демократии», по выражению Ленина. По словам правого социал-демократа Филиппа Шейдемана, «предметом внутрипартийных споров были, однако, стремления определённой группы к захвату политической власти ради обеспечения себе большинства в парламенте, путём неустанных уличных демонстраций, массовых забастовок и т. п.». Лидерами левого крыла были Роза Люксембург и Клара Цеткин.
4 августа 1914 года фракция СДПГ в Рейхстаге проголосовала за военные кредиты. Отношение к войне разбивает левых в Германии на несколько частей:
1. Социал-демократы большинства, контролирующие старый партийный аппарат, поддерживающие победу Германии в войне и поддерживаемые основной массой партийных членов.
2. Социал-демократическое трудовое партнёрство, позже названные Независимой социал-демократической партией — в оппозиции к № 1, но не определившиеся. Поддерживали, например, левых радикалов в Гамбурге, но отказались от дальнейшего сотрудничества с ними.
3. Революционные старосты, на фабриках и в мастерских Берлина. Они следовали политике классовой борьбы, а не империалистической войны (так как старые названия «Лидер», «Чиновник», «Президент» в умах сознательных рабочих стали синонимами другого класса, немецкое название «Obmann» обозначает человека, которому доверяют другие рабочие.)
4. Международные социалисты Берлина — публиковали журнал «Лучи света» против войны, критиковали № 1 и 2 с марксистских позиций.
5. Группа Рейна и Вестфалии — около пропагандистского издания «Война», за массовые действия, и боролись с № 1 и 2 с революционных социалистических позиций.
6. Международная группа, Берлин — публиковали революционные социалистические памфлеты и письма союза Спартака, распространяемые группами 3, 4, 5, и 7. Первое письмо Спартака, адресованное рабочему классу начиналось словами: «Ты спишь, Спартак, вместо деятельности революционным образом».
7. Левые Радикалы — позже назывались Международными коммунистами Германии, имели группы в Бремене, Гамбурге, Вильгельмсхафене, Брауншвейге, Ганновере, Саксонии, Восточной Пруссии и Штеттине. Публиковали с 1916 по 1918 год газету под названием «Рабочая политика — орган научного социализма». Высказывались за программу революционного рабочего класса с динамичных марксистских позиций. Развили движение Рабочих Советов. Левые Радикалы видели в слепой вере в Партию главную причину импотенции рабочего класса.
8. Малые группы анархо-синдикалистов — революционные пацифисты, которые почти соединились с Левыми Радикалами.

Весной 1917 года левое крыло СДПГ сформировало Независимую социал-демократическую партию, НСДПГ, в которую входили Бернштейн и Каутский. На левом крыле НСДПГ сформировалась группа Спартака под руководством Розы Люксембург и Карла Либкнехта.

## Свержение монархии

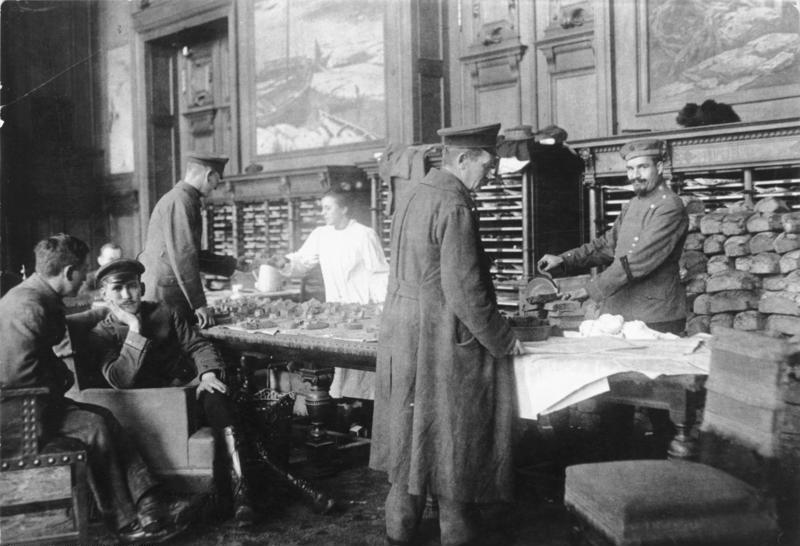
Раздача хлеба в Рейхстаге, ноябрь 1918 года

В 20-х числах октября 1918 года, когда уже вовсю шёл обмен дипломатическими нотами с Вашингтоном, германское высшее командование, желая получить более выгодные условия мира, решает послать немецкий флот на самоубийственную атаку против британского флота. Матросам было сказано, что их отправляют на военные учения, но среди них распространялись слухи о действительной цели миссии.
Вечером 29 октября матросы, не желавшие бессмысленно погибать, подняли мятеж. Около тысячи матросов было арестовано за отказ выйти в море. Подпольная организация матросов призвала всех подняться на выручку товарищам, вызволить их из тюрьмы и захватить корабли. 4 ноября матросы освободили арестованных товарищей, овладели Килем и создали там матросский Совет. Их главным требованием было отречение кайзера от престола. Правительство Макса Баденского не решалось применить силу; вместо этого оно послало в Киль Носке, члена СДПГ, чтобы направить бунт в нужное русло. Носке так описывает ситуацию:
Один патруль открыл огонь по демонстрантам, что привело к значительному числу убитых и раненых. Возбуждение в городе было огромное. Недалеко от Киля, по направлению к нему, я встретил поезд с солдатами на открытых платформах, из чего можно было заключить, что положение там очень серьёзное, но именно это же обстоятельство свидетельствовало о полной растерянности властей, так как солдаты эти были встречены матросами с громкими криками радости и тотчас же обезоружены.
Правительство тем временем пыталось скрыть информацию о бунте. Однако матросы разъезжались по Германии, разнося новости о происходящем в Киле. По всей стране формировались Советы — рабочие (arbeiterrat) на предприятиях и солдатские в частях. Германская революция позаимствовала лозунг «Формируйте советы!» у русской революции.
9 ноября газета СДПГ «Форвертс» опубликовала заявление, в котором говорилось: «большинство (берлинского) гарнизона, с их пушками и артиллерией, передаёт себя в распоряжение Рабоче-солдатского совета. Это движение направляется Германской социал-демократической партией и Независимыми социал-демократами».
Макс Баденский понял, что удержать власть невозможно и для сохранения порядка её следует как можно скорее передать умеренным социал-демократам. В полдень 9 ноября он по собственной инициативе объявил об отречении кайзера от обоих престолов (прусского и имперского) и передал свои полномочия лидеру социал-демократов Фридриху Эберту. После этого, во время обеденного перерыва в канцелярии, товарищ Эберта по СДПГ госсекретарь в правительстве Макса Баденского Филипп Шейдеман вылез на подоконник и объявил собравшейся под окнами демонстрации о падении монархии и провозгласил Германию республикой. Фактически, Шейдеман сделал это без согласования с Эбертом, чтобы не допустить дальнейшего укрепления советской власти в Германии.
10 ноября Общее собрание берлинских рабочих и солдатских советов (Vollversammlung der Berliner Arbeiter- und Soldatenräte) избрало временные органы государственной власти — Исполнительный совет рабочих и солдатских советов Большого Берлина (Vollzugsrat des Arbeiter- und Soldatenrates Groß-Berlin) и Совет народных уполномоченных. Последний состоял из представителей СДПГ и недавно отколовшейся от неё более левой Независимой социал-демократической партии Германии, председателями Совета народных уполномоченных (Vorsitzende des Rates der Volksbeauftragten) стали социал-демократ Фридрих Эберт и независимый социал-демократ Гуго Гаазе.
Кайзер, всё ещё находившийся в своей ставке в Спа, получил заверения Грёнера в невозможности восстановления монархии и вечером 10 ноября выехал в Нидерланды, где и отрёкся от обоих престолов 28 ноября.

## КоалицияСДПГ—НСДПГ
Антон Паннекук так характеризует советы, сформированные в ноябре 1918 года в Германии: «Эти советы не были чисто пролетарскими институтами; в солдатские советы входили офицеры, в рабочие советы — профсоюзные и партийные [СДПГ] лидеры. Эти люди не давали революции пойти дальше, если они могли предотвратить это».
Независимые социал-демократы разделились в своём отношении к СДПГ. Левое крыло во главе с Ледебуром было против кооперации с СДПГ. Однако большинство партии во главе с Гаазе поддержало сотрудничество с СДПГ. В результате СДПГ сформировала правительство совместно с НСДПГ 9 ноября 1918 года.
Новое правительство Германии, носившее название «Совет народных уполномоченных», состояло из трёх представителей СДПГ и трёх представителей НСДПГ. Однако главные позиции в новом правительстве принадлежали членам СДПГ. Например, Эберт возглавил министерство внутренних дел и военное ведомство. У этого нового правительства была интересная черта. Бернштейн пишет[где?]: «На обязанности их лежало собственно только сношение с соответствующими ведомствами, а непосредственную техническую работу вели особые статс-секретари, которые были подобраны по деловому признаку, даже из числа членов буржуазных партий». Шейдеман пишет[где?] о Совете народных уполномоченных: «Каждый из них был скорее контролёром, приставленным к соответствующему министру или ведомству… Эберт хорошо ладил с военным министром Шейхом, точно также Ландсберг с финансистами в министерстве (финансов) и в государственном банке». Премьер Франции Клемансо сказал о шейдемановской Германии: «Пруссия Гогенцеллернов надела новую маску, только декорации поменялись. Люди и принципы остались те же, что и под Вильгельмом».
10 ноября 1918 года был заключен так называемый пакт Эберта – Грёнера: генерал-квартирмейстер Вильгельм Грёнер заверил Эберта в лояльности армейского командования новому правительству, а Эберт гарантировал неприкосновенность командных функций офицерского корпуса и пообещал бороться с левым радикализмом. Аналогичный договор был заключен и в социально-экономической сфере. 15 ноября 1918 года профсоюзные лидеры подписали соглашение с представителями крупнейших предпринимателей, по которому профсоюзы обязались прекратить стихийные забастовки и не допускать экспроприаций частной собственности. Предприниматели же согласились на восьмичасовой рабочий день, коллективные договоры и введение рабочих в заводские советы.
30 ноября Совет народных уполномоченных назначил выборы в Германское национальное собрание, 6 декабря он привёл к присяге на верность себе гвардейские воинские части и ввёл их в Берлин. Имперский съезд рабочих и солдатских советов (Reichskongress der Arbeiter- und Soldatenräte), проходивший 16-21 декабря, на котором большинство принадлежало СДПГ, высказался за проведение выборов Германское национальное собрание (344 против 98) и избрал Центральный совет Германской Социалистической Республики (Zentralrat der Deutschen Sozialistischen Republik), не получивший при этом права отменять законы, изданные Советом народных уполномоченных.

### Рождественские бои в Берлине
Другой кровавый инцидент Германской революции связан с Народной морской дивизией. Как пишет Носке, правительство Эберта-Шейдемана «не располагало в Берлине никакой надёжной силой». Поэтому они вызвали 600 моряков из Куксгафена и назначили графа Маттерниха командовать ими. Матросы избавились от него[как?], потому что тот участвовал в попытке переворота 6 декабря, и контроль над дивизией перешёл в руки НСДПГ. Правительство Эберта попыталось сократить дивизию и разоружить матросов.

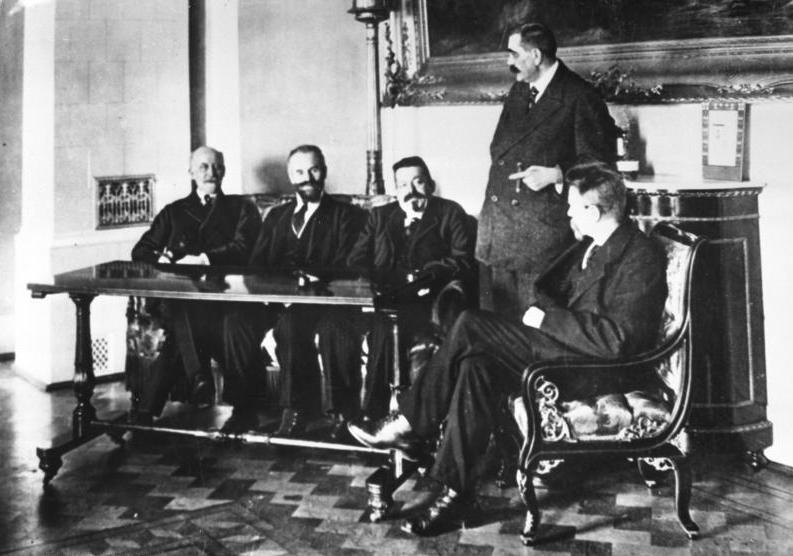
Совет народных уполномоченных. Ф. Шейдеман, О. Ландсберг, Ф. Эберт, Г. Носке, Р. Виссель

Конфликт из-за невыплаченного матросам жалованья и занятого ими Городского дворца перерос 23 декабря в открытую борьбу. После того, как им отказывали несколько дней, моряки заняли имперскую канцелярию, отключили телефоны, посадили Совет народных уполномоченных под домашний арест и захватили Отто Вельса (военного коменданта Берлина, следовавшего за Эбертом). Моряки не использовали ситуацию, чтобы уничтожить правительство Эберта, как можно было ожидать от спартаковцев. Они только попросили выплатить им задолженность по зарплате. Тем не менее Эберт по секретной телефонной линии связался с верховным командованием в Касселе и приказал солдатам, верным правительству, атаковать резиденцию 24 декабря. Моряки во главе с их командиром Г. Дорренбахом отбили атаку, потеряв в бою около 30 военных и гражданских. Правительственным войскам пришлось покинуть центр Берлина. Они были расформированы и вошли в только что сформированные «Добровольческие отряды». Чтобы сохранить престиж, они на время заняли редакцию «Красного знамени» (принадлежавшего «Спартаку»). Военная власть в Берлине опять оказалась в руках Народной морской дивизии. И матросы опять не воспользовались ситуацией.
25 декабря «Спартак» призвал к массовым протестам. Здание «Форвертс», принадлежавшее СДПГ, было захвачено демонстрантами.
29 декабря прошли похороны жертв атаки на Народную морскую дивизию. Р. Мюллер[кто?] пишет: «Мощная демонстрация революционно настроенных рабочих масс не могла скрыть слабость движения. Ни в организации ни в идеологии не было предпосылок для немедленного захвата власти».
29 декабря три независимых социал-демократа вышли из состава временного правительства, поводом для этого послужило применение оружия для прекращения беспорядков. Взамен их в правительство вошли ещё два представителя СДПГ: Густав Носке, ставший ответственным за военные дела, и Рудольф Виссель.

## Формирование коммунистической партии

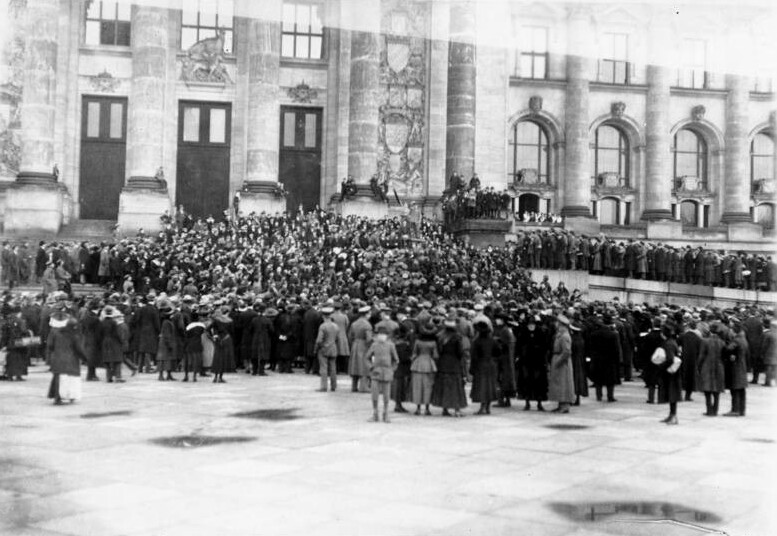
Выступление члена Совета «рабочих и солдат» перед Рейхстагом. 1918 год

В конце декабря 1918 года «Спартак» создаёт Коммунистическую партию Германии (КПГ). Теоретиком партии была Роза Люксембург. До декабря 1918 года Р. Люксембург была против создания отдельной коммунистической партии. В 1904 году Люксембург опубликовала в «Искре» статью «Организационные вопросы Российской социал-демократии». В этой работе она критикует «беспощадный централизм», выдвинутый Лениным как основной принцип организации для Российской социал-демократии. Когда в Германии началась социалистическая революция, Р. Люксембург настаивала на усилении рабочей демократии, вместо диктатуры революционной партии. В статье «Начало», за 20 ноября 1918 года, Р. Люксембург писала:

перевыборы и улучшение местных рабочих и солдатских советов, так что первые хаотические и импульсивные движения по их созданию заменяются сознательным процессом понимания целей, задач и методов революции

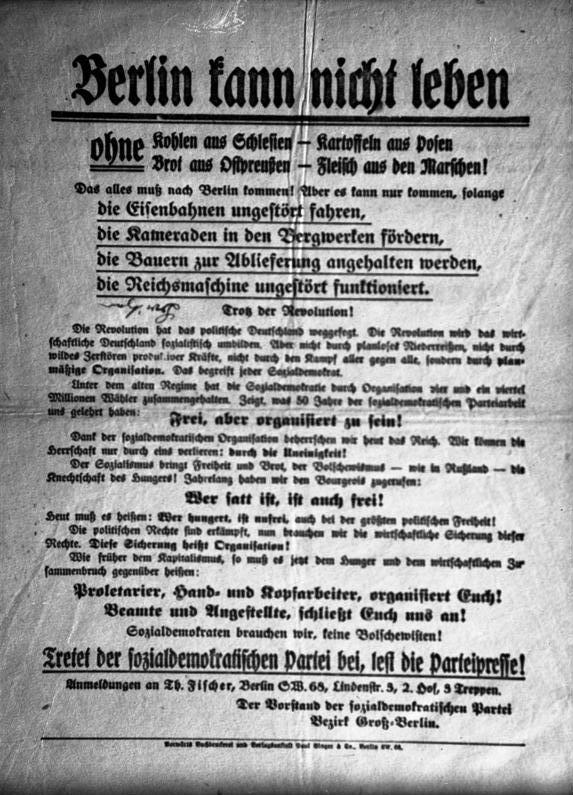
Листовка СДП. 1918 год

Гуго Эберлейн, один из лидеров КПГ (письмо Ленина от 28 октября 1919 года было адресовано «тов. Поль Леви, Клара Цеткин, Эберлейн и др. членам ЦК КПГ») предложил другой тип организации на первом конгрессе КПГ: «различные местности должны иметь полную свободу в установлении их собственных организаций», ЦК партии должен брать на себя только «политическое и духовное лидерство». Он также говорит, что «[партийная] пресса не может направляться из центра». Вот в чём загадка: с одной стороны, ЦК должно брать на себя «политическое и духовное лидерство», а с другой стороны не должно управлять партийной прессой.
Р. Люксембург была против революционного насилия. Она пишет: «пролетарская революция не нуждается в терроре для реализации своих целей, она ненавидит убийство людей и презирает подобные действия». В использовании террора она видела проявление слабости, следуя логике что сильные люди не применяют насилие по отношению к слабым людям.
Одной из проблем, обсуждавшихся на первом конгрессе КПГ, было Национальное Собрание. До конгресса «Спартак» был против выборов в Национальное собрание, за власть Советов. Однако, Советы проголосовали за передачу власти Национальному собранию. Неучастие в выборах в НС могло быть оправдано, только если партия готовилась взять всю власть, то есть готовилась к восстанию, но это не стояло на повестке дня. Однако, большинство членов КПГ не желало участвовать в парламенте, убеждая что ситуация в Германии продолжает оставаться революционной и Советы продолжают удерживать власть (и первое и второе утверждение были истинны). Голосование на первом конгрессе КПГ дало 62 голоса против участия в Национальном собрании, и 23 «за». Люксембург и Либкнехт остались в меньшинстве. Этот инцидент показал слабый контроль лидеров над большинством партии.
Р. Люксембург не указывает на уроки Русской революции в своей программе, хотя уже прошёл год с Октябрьского восстания 1917 года. Р. Люксембург в международном разделе её программы говорит: «Немедленное установление связей с братскими партиями в других странах, для того чтобы поставить социалистическую революцию на международную арену и для того чтобы способствовать миру посредством международного братства и революционного восстания мирового пролетариата».

## Восстание спартакистов в январе 1919 года

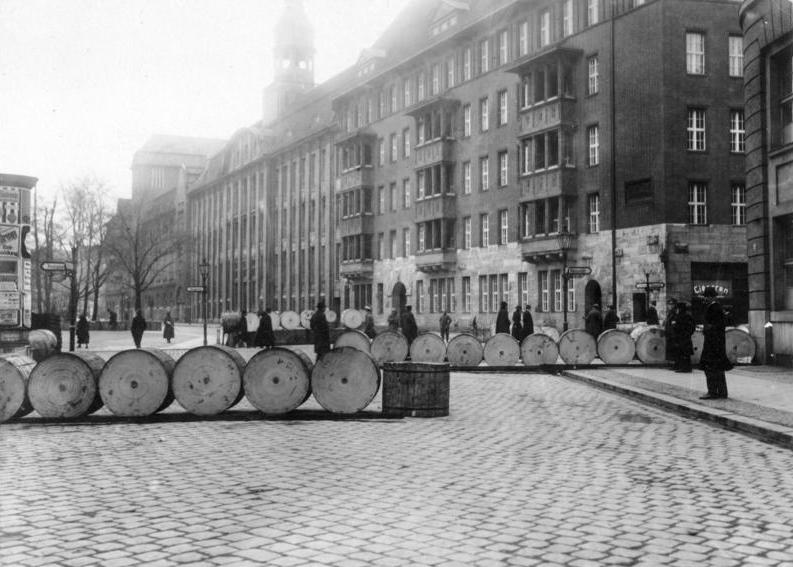
Баррикады на улицах Берлина

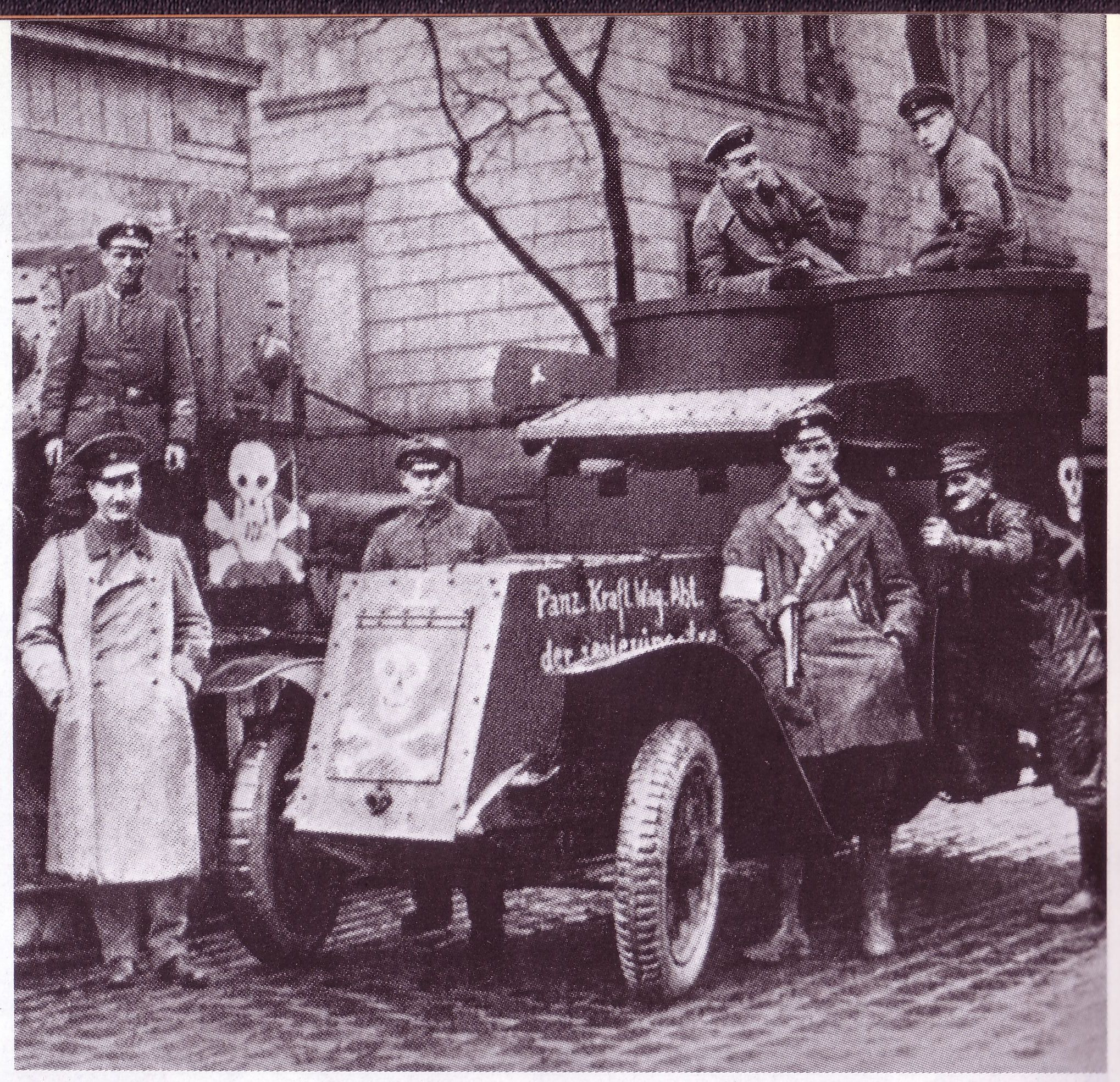
Бронеавтомобиль с эмблемой «Мёртвая голова» отряда контрреволюции

4 января правительство Эберта отправило Э. Эйхгорна в отставку в связи с его ролью в событиях 24 декабря и назначило нового Полицей-Президента, члена СДПГ Ю. Эрнста. Это привело к совместной демонстрации независимых социал-демократов и КПГ на следующий день. На встрече партийных агитаторов КПГ решает, «что время ещё не пришло для нас выступить как правительство». Они планируют протестовать против увольнения Эйхгорна.
5 января собирается толпа в 150 тысяч человек. Один из их лозунгов: «Долой Эберта и Шейдемана, кровавых собак и могильщиков революции». Люди были на взводе, но лидеры демонстрации не давали определённых указаний.
Центральный комитет КПГ не планировал свержения правительства, к нему призывали сторонники «революционных старост» и коммунистов, причем первые были куда многочисленнее. Однако после того, как были захвачены здания редакций газет и типографии и восставшие преступили черту применения насилия, ни одна из революционных групп не хотела показаться менее радикальной, чем остальные. Из вождей КПГ первым поддался давлению снизу Либкнехт и выдвинул лозунг свержения правительства, за ним последовала Р. Люксембург, пойдя на поводу у спонтанного движения масс, которые она считала важнейшей силой исторического развития. Лео Йогихес, наоборот, хотел, чтобы партия открыто дистанцировалась от Либкнехта. Карл Радек, находившийся с 19 декабря 1918 года в Берлине в качестве представителя большевистского руководства при КПГ, заявил 6 января на заседании центрального комитета, что призывы к свержению правительства неверны, а через три дня потребовал, чтобы партия вышла из этой бесперспективной борьбы.
Правительство поручило Г. Носке собрать войска. Носке превратил Далем, пригород Берлина, в военный лагерь для противников коммунистической революции. 11 января Носке вошёл в Берлин во главе 2000-3000 солдат и, используя пушки и пулемёты, сначала захватил здание «Форвертс», а затем Полицей-Президиум. Вечером 15 января 1919 года Р. Люксембург и К. Либкнехт были обнаружены на берлинской квартире, арестованы и затем убиты.
12 февраля 1919 года был арестован и посажен в Моабит К. Радек. Германские власти обвиняли его в организации спартаковского восстания, однако конкретными документами, подтверждающими его причастность, следствие не располагало. В январе 1920 года Радек был освобождён и выехал в Москву.

## Бременская советская республика
Во время январских боёв попытка коммунистического переворота произошла также в Бремене, там 10 января КПГ при поддержке НСДПГ провозгласила создание советской республики. Хотя к февралю советская республика в Бремене уже находилась в стадии распада, Носке решил на примере Бремена преподать урок леворадикальным силам, он отклонил все предложения о посредничестве и 4 февраля отправил в город «Дивизию Гестенберг», ликвидировавшую 8—9 февраля революционный режим.

## Веймарское учредительное собрание
19 января 1919 года прошли выборы в Национальное собрание, право голоса впервые получили женщины, возрастной избирательный ценз был снижен с 25 до 20 лет. Первое место заняла СДПГ, получившая 37,9 % голосов. НСДПГ получила 7,6 %. Католические Партия Центра и Баварская народная партия, создавшие единую фракцию, суммарно получили 19,7 %, либеральная Немецкая демократическая партия — 18,5 % голосов.
6 февраля 1919 года в Веймаре состоялось учредительное заседание Национального собрания. 10 февраля 1919 года был принят Закон о временной имперской власти, согласно которому законодательным органами стали Комитет Государств (Staatenausschuss), избираемый земельными правительствами, и Национальное собрание, избираемое народом, главой государства — Имперский президент, избираемый Национальным Собранием, исполнительным органом — Имперское правительство (Reichsministerium), назначаемое Имперским президентом, состоящее из Имперского премьер-министра (Reichsministerpräsident) и имперских министров. На следующий день подавляющим большинством голосов парламентариев Фридрих Эберт был избран временным президентом. В этот же день было сформировано правительство во главе с Филиппом Шейдеманом представителями СДПГ, Партии Центра и Немецкой демократической партии, получившими название «веймарская коалиция».

## Бои в Берлине в марте 1919 года
3 марта 1919 года общее собрание рабочих и солдатских советов Берлина приняло решение о начале всеобщей забастовки в столице в поддержку массовых забастовок в Центральной Германии. 5 марта 1919 года фрайкор выступил против  Народной морской дивизии. Забастовка переросла в ожесточенные уличные бои, которые продолжались до 12 марта. Г. Носке приказал расстреливать на месте каждого, кто будет задержан с оружием в руках. В столкновениях погибли до 1500 рабочих и 75 фрайкоровцев.

## Баварская советская республика
7 ноября 1918 года в Мюнхене начались массовые демонстрации против монархии Виттельсбахов, которые возглавил член НСДПГ Курт Эйснер совместно с лидером революционного крыла Баварского крестьянского союза Людвигом Гандорфером. В ночь на 8 ноября на заседании Мюнхенского совета рабочих и солдатских депутатов Эйснер объявил короля Людвига III низложенным, а Баварию — республикой. 8 ноября 1918 года Советом было сформировано временное правительство, в котором Эйснер стал премьер-министром и министром иностранных дел.
На выборах в ландтаг, прошедших 12 января 1919 года, относительное большинство получила католическая Баварская народная партия. НСДПГ получила 2,53 % голосов и 3 места, что означало отставку правительства. Когда 21 февраля 1919 года Эйснер направлялся в ландтаг Баварии, чтобы официально сложить полномочия, он был застрелен монархистом графом Антоном фон Арко-Валли. Правые круги, к которым принадлежал граф, ненавидели Эйснера не только потому, что тот несколько недель занимал свой пост вопреки воле большинства избирателей, но и потому что он был евреем из Берлина и пацифистом. Основной виной Эйснера в их глазах была публикация в выдержках баварских документов о развязывании мировой войны, где руководство Германии представало в невыгодном свете, причём Эйснер опустил важные пассажи, что вызвало подозрение в манипуляции и у людей с умеренными политическими взглядами.
Покушение на Эйснера сразу же повлекло за собой ещё одно преступление — коммунист и член совета рабочих депутатов в отместку за убийство выстрелил в ландтаге в Эрхарда Ауэра, председателя баварского отделения СДПГ, тяжело ранив его, а также нанёс смертельное ранение одному из секретарей военного министерства, попытавшемуся остановить убийцу. В перестрелке погиб депутат от Баварской народной партии.
Последовавшие волнения привели к установлению Баварской советской республики.
6 апреля — 12 апреля 1919 года существовала первая Баварская советская республика, правительство возглавлял Эрнст Толлер.
13 апреля — 3 мая 1919 года существовала вторая Баварская советская республика, правительство возглавлял Евгений Левине.
Впервые левым радикалам удалось подчинить себе крупные немецкие города на несколько недель. Ненависть к марксизму и большевизму приняла в Мюнхене начиная с весны 1919 года фанатичные формы, которые нельзя было встретить ни в одном другом крупном немецком городе. Еврейское происхождение Эйснера, Толлера, Мюзама, Ландауэра, и тот факт, что оба вождя баварских коммунистов — Левине и Левин — были иммигрантами из России, Левине — был евреем, дали мощный толчок антисемитизму. Гитлер, начинавший свою политическую карьеру летом 1919 года, нашёл в послереволюционном Мюнхене идеальную почву для распространения ультраправых идей.

## Две фазы революции
По мнению немецкого историка Г. А. Винклера, в истории Ноябрьской революции можно выделить две фазы. На первой фазе речь шла о политической демократизации, приверженность которой выражали широкие слои населения.
Многие рабочие не желали удовлетвориться парламентской демократией и социальными завоеваниями в рамках капиталистического общества. Вторая фаза началась в январе 1919 года с требованиями введения советской системы в сфере экономики, то есть социализации ключевых отраслей промышленности и широкого участия рабочих в решении производственных и внепроизводственных вопросов. Во второй фазе революции её социальная база сузилась до промышленного пролетариата, требования стали более материальными и радикальными. Требование «чистой советской системы» даже весной 1919 года поддерживало меньшинство рабочих. И лишь меньшинство внутри этого меньшинства считало, что пробил час пролетарской революции. Движение за советскую систему в экономике отстаивало цели, не нашедшие поддержки большинства на выборах в Национальное собрание. Там, где решающее слово принадлежало выражавшим крайне левые настроения синдикалистам и коммунистам, забастовки в поддержку социализации часто протекали с применением крайнего насилия, начало которому положило восстание спартакистов. Жертвами мартовских боёв в Берлине стали около тысячи человек, в том числе председатель КПГ Лео Йогихес, арестованный и расстрелянный полицейским.
Поражение второй Баварской советской республики было крушением этих крайне левых сил и окончанием второй фазы Ноябрьской революции, но не концом пролетарского радикализма. Коммунистические и анархо-синдикалистские тенденции в некоторых слоях немецкого рабочего класса были сильны. Поэтому мюнхенское поражение означало лишь временное прекращение попыток насильственного свержения власти со стороны ультралевых.

## Оценка революции
В 1921 году Э. Бернштейн написал книгу «Германская революция. История её возникновения и её первого периода», в которой объяснил, почему революция в Германии пошла по менее радикальному пути, чем все великие революции в истории. Бернштейн назвал две главные причины умеренного характера немецкой революции. Первой стала степень общественного развития Германии. Чем менее развиты общества, тем легче они переносят меры, направленные на радикальные изменения:

Однако чем разнообразнее внутреннее устройство общества, чем изощрённее разделение труда и сотрудничество всех его членов, тем выше опасность, что при попытке радикального переустройства его формы и содержания за короткое время, да ещё и с применением насилия, жизнеспособности этого общества будут нанесены тяжелейшие повреждения. Независимо от того, отдавали ли себе в этом отчет ведущие деятели социал-демократии теоретически, но они осознали это исходя из реального опыта, а затем соответствующим образом направляли свою практику революции.
Второй причиной умеренного характера революции Бернштейн назвал достигнутый Германией уровень демократии.